# TRAPPIST
El  Telescopio Pequeño para Planetas y Planetesimales en Tránsito, o TRAPPIST por su acrónimo en inglés (Transiting Planets and Smallplanets with a Small Telescope), es un telescopio robótico óptico belga, situado en las montañas chilenas, en el Observatorio astronómico de La Silla de la ESO, que comenzó a operar en el año 2010. Su nombre es un homenaje a la Orden de la Trapa de la región belga.
TRAPPIST-Sur, que se encuentra en lo alto de las montañas chilenas en el Observatorio La Silla de ESO, entró en funcionamiento en 2010, y TRAPPIST-Norte situado en el Observatorio de Oukaïmeden en las montañas del Atlas en Marruecos.
El TRAPPIST es un telescopio reflector de 0,60 m (23.5″) en diámetro de abertura y está instalado en el domo del retirado telescopio suizo T70 del Observatorio de La Silla. Está controlado desde Lieja, Bélgica, con algunas características autónomas.
Este telescopio es una aventura conjunta entre la Universidad de Lieja, Bélgica, y el Observatorio de Ginebra, Suiza, y entre otras tareas se especializa en buscar cometas y exoplanetas.
En noviembre del 2010, fue uno de los pocos telescopios que observó una ocultación estelar del cuerpo planetario Eris, revelando que puede ser más pequeño que Plutón, y ayuda a observar una ocultación estelar de Makemake, cuándo pasó por delante de la estrella NOMAD 1181-0235723. Las observaciones de este acontecimiento mostraron que carecía de una significativa atmósfera.
Un equipo de astrónomos al mando de Michaël Gillon, del Instituto de Astrofísica y Geofísica de la Universidad de Lieja utilizó el telescopio para observar la estrella enana ultra-fría 2MASS J23062928-0502285, ahora también conocida como TRAPPIST-1. Al utilizar el tránsito fotométrico, descubrieron tres planetas del tamaño de la Tierra que orbitan la estrella; los 2 planetas internos se encontraron que están anclados por marea a su estrella anfitriona mientras que el planeta externo parece estar dentro de la zona habitable o justo en el exterior de esta en el sistema. El equipo publicó sus hallazgos en la edición de mayo del 2016 de la revista Nature.

## Galería

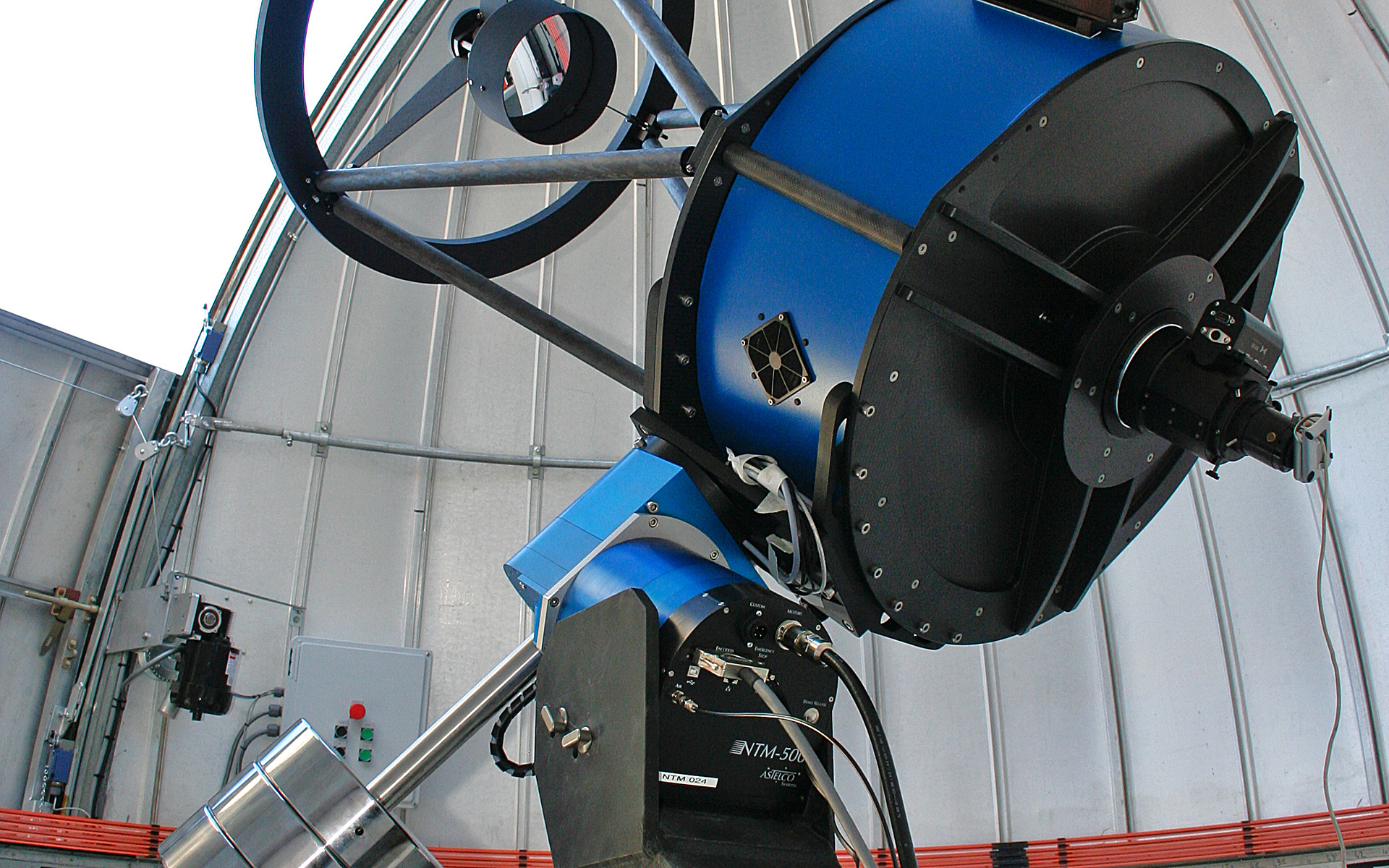
El telescopio de 60cm está operado desde Lieja, Bélgica, a 12.000 km.
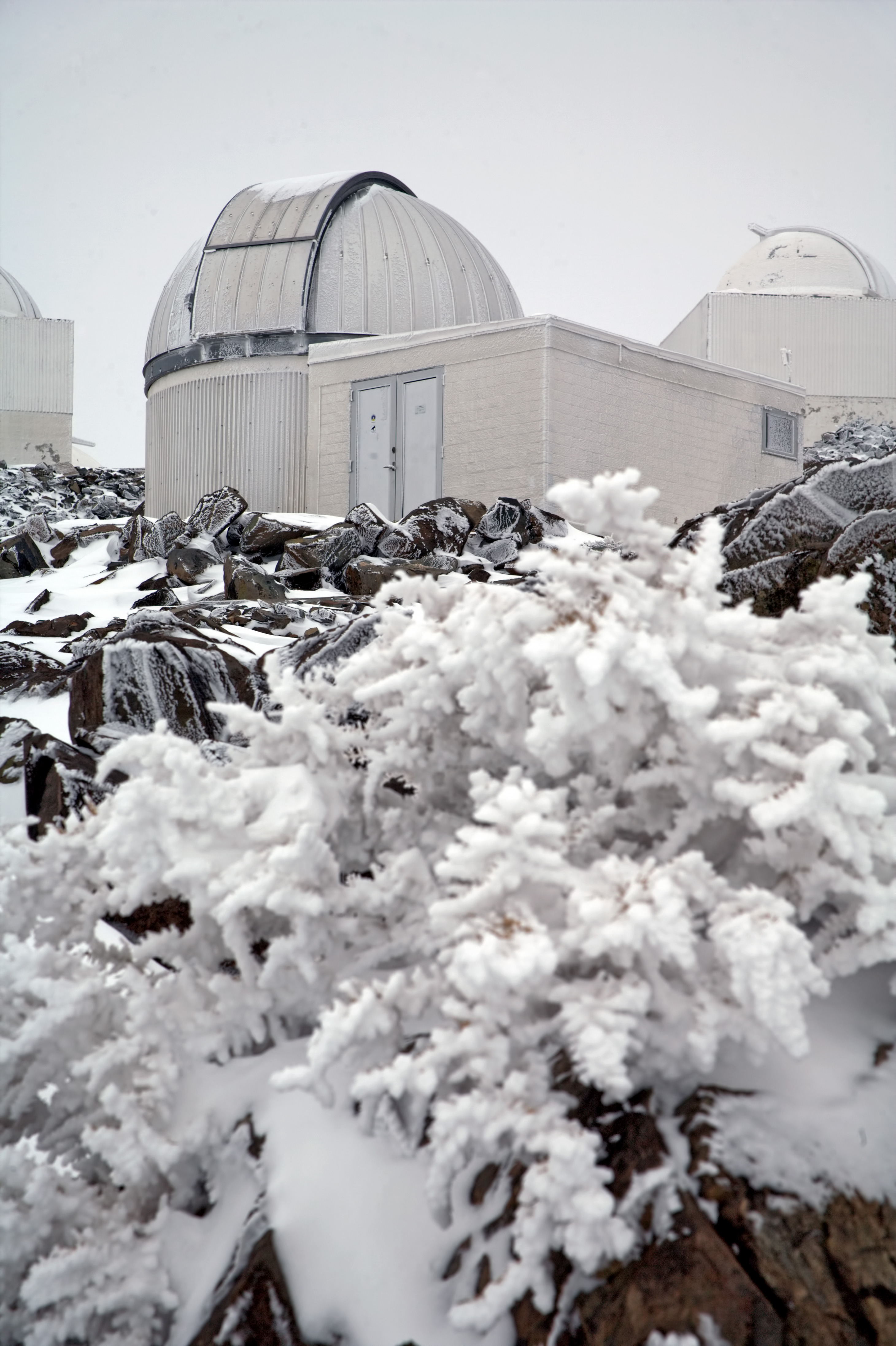
Recinto de TRAPPIST.
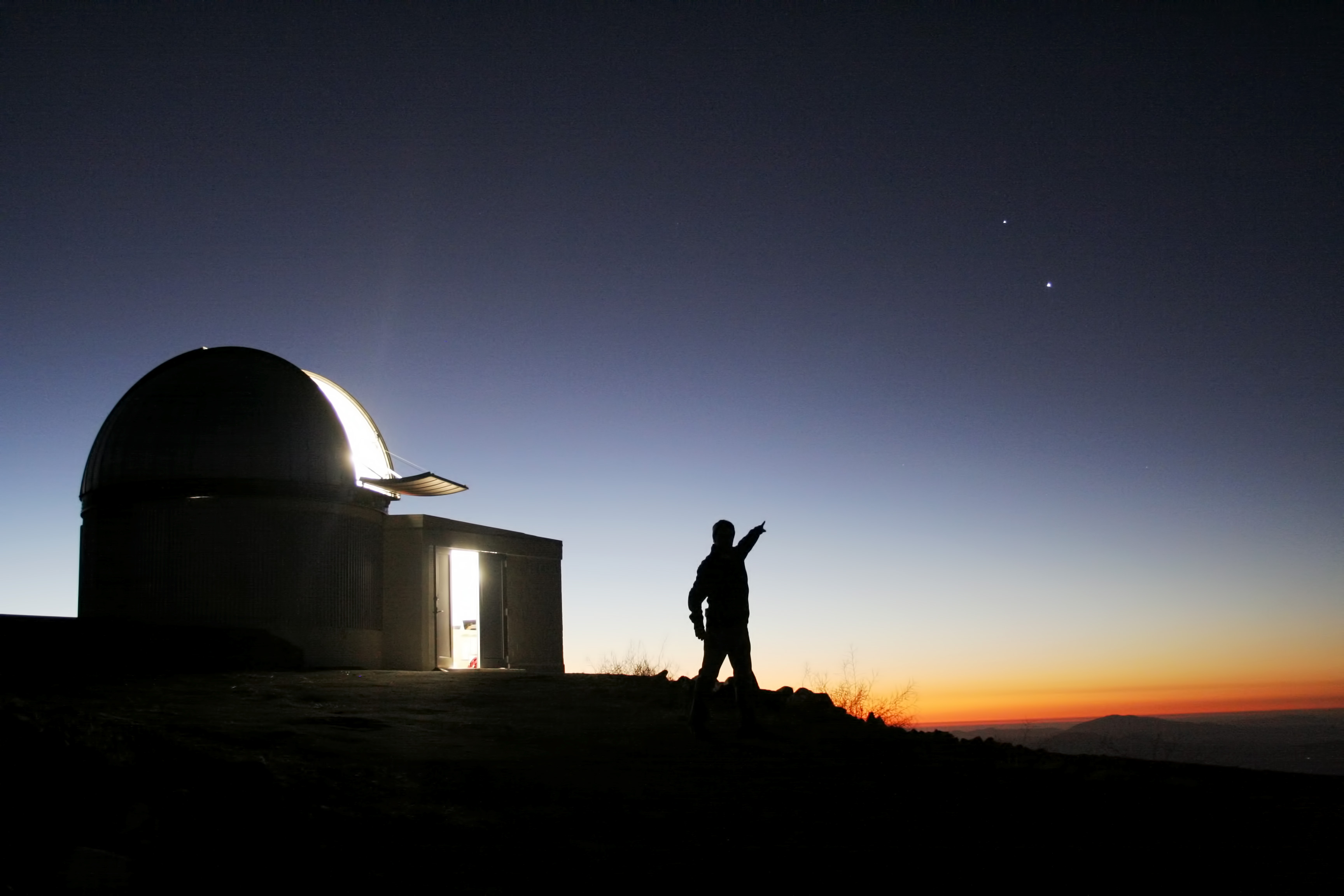
TRAPPIST está albergado en el sitio del anterior telescopio suizo T70.
- El telescopio TRAPPIST en su domo en el Observatorio La Silla de la ESO.